# Encuentro Internacional de Estadísticas de Género

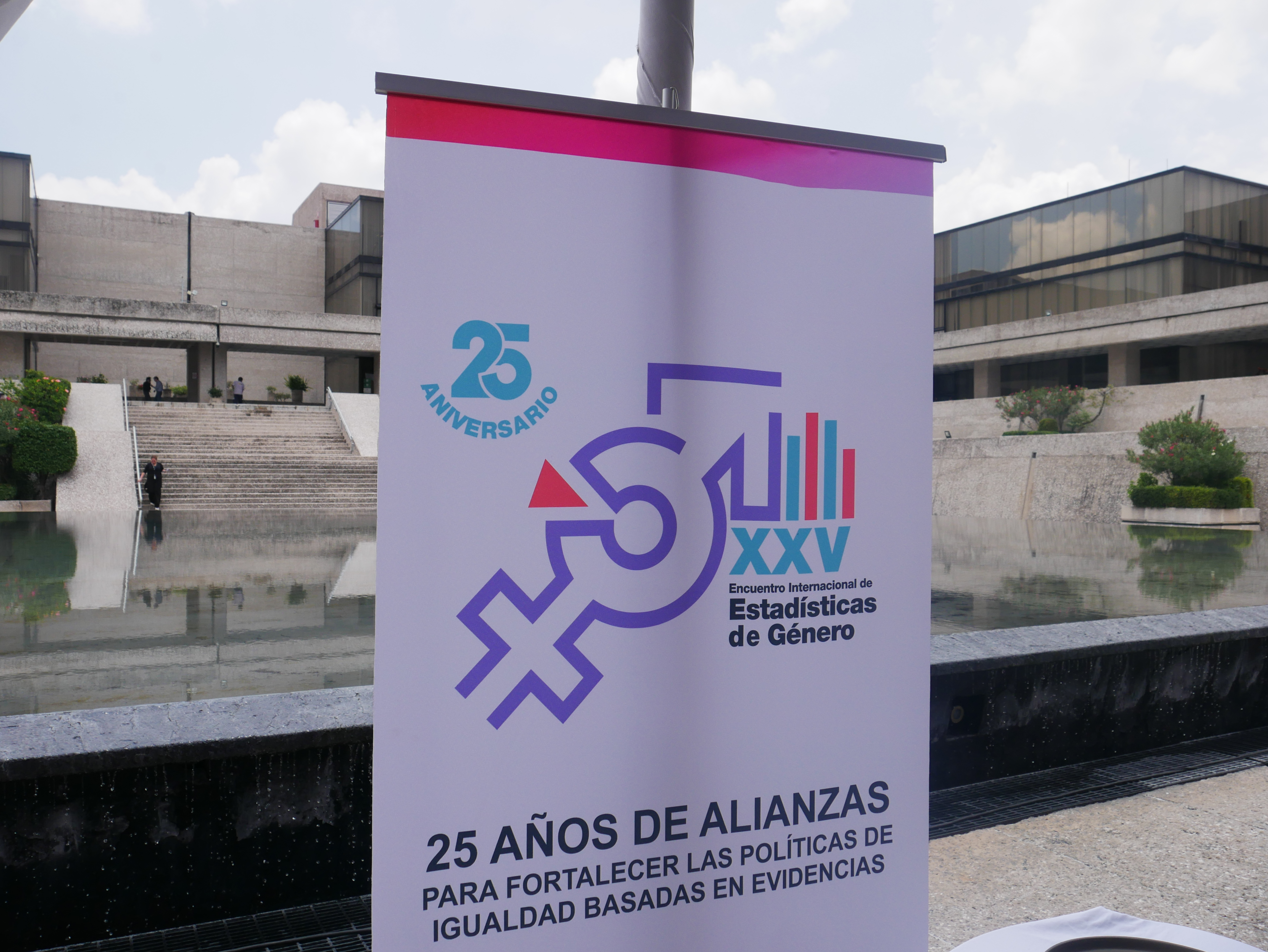
Pendón del XXV Encuentro Internacional de Estadísticas de Género en el INEGI.

El Encuentro Internacional de Estadísticas de Género (EIEG) es un congreso anual organizado por el INEGI, para fortalecer el uso de información estadística con perspectiva de género para el desarrollo e implementación de políticas públicas. El evento reúne a distintas instituciones internacionales de las Oficinas Nacionales de Estadística (ONE) y los Mecanismos para el Adelanto de las Mujeres (MAM), así como a integrantes de la academia, organismos públicos y organizaciones de la sociedad civil.El congreso se organiza desde 1999 en Aguascalientes, cede central del INEGI.

## Historia
El Encuentro Internacional de Estadísticas de Género nació en 1999.
En 2007, el encuentro se institucionalizó, y fue reconocido por la CEPAL.
El XXV EIEG, se llevó a cabo en 2024, y tuvo como lema “25 años de alianzas para fortalecer las políticas de igualdad basadas en evidencias”. Estuvieron presentes más de 170 personas de forma presencial y 300 de forma virtual, de 18 países, con la organización del INEGI, el Instituto Nacional de las Mujeres, la Comisión Económica para América Latina y el Caribe (CEPAL) y ONU Mujeres.

## Temática

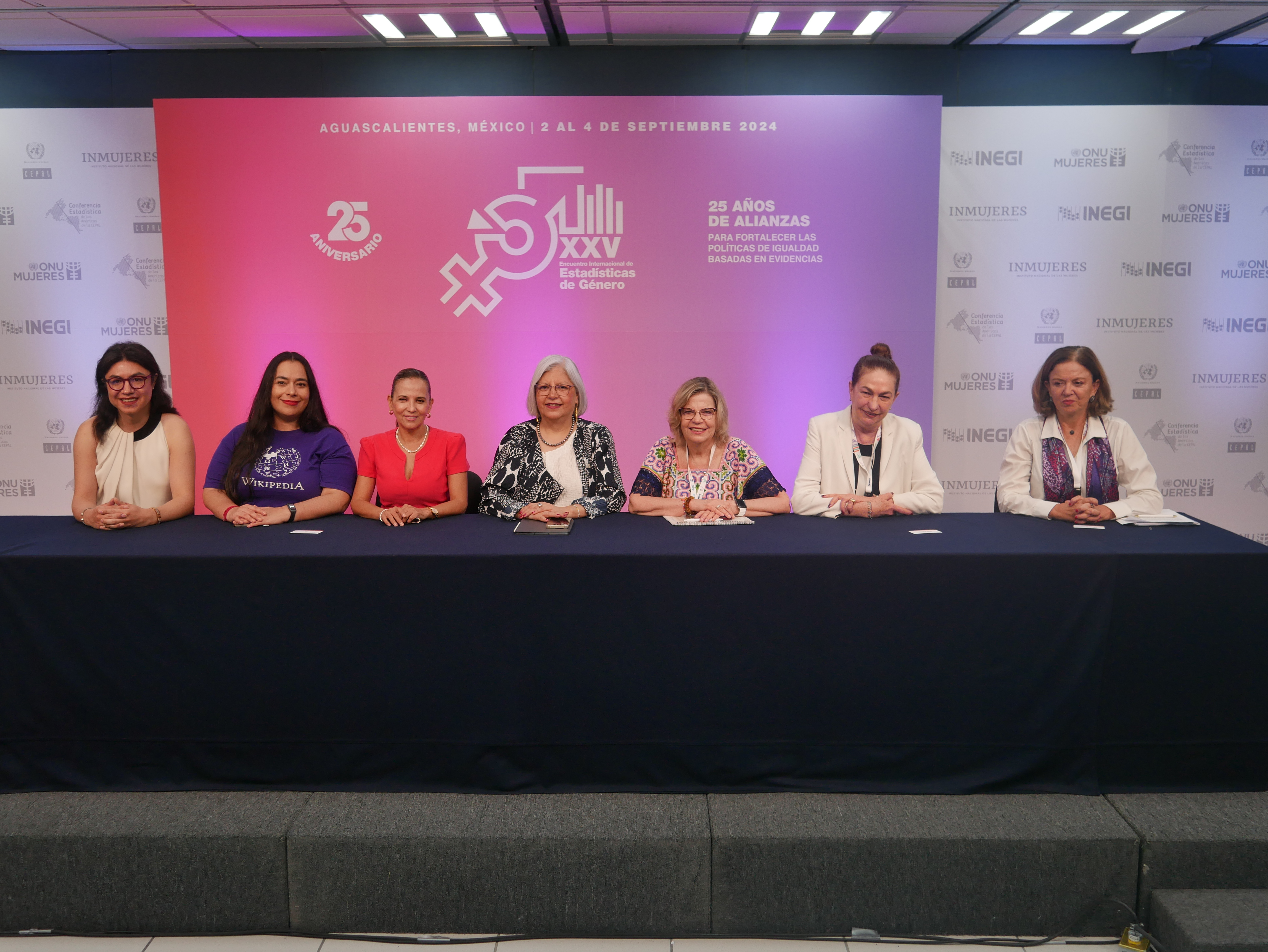
Foto inaugural del Primer Editatón INEGI, en el marco del XXV Encuentro Internacional de Estadísticas de Género.

La temática del encuentro es sobre la inclusión de la perspectiva de género en los estudios y producción estadística. En los encuentros se tocan temas como los desafíos metodológicos para incluir la perspectiva de género, la pobreza, el trabajo de cuidado y no remunerado, la violencia de género, la autonomía de las mujeres, entre otros.
En 2021, en el marco del Encuentro XXII, que se llevó a cabo en línea, se llegó a la conclusión de que las mujeres habían sido más afectadas que los hombres en la Pandemia de COVID-19, debido a que en el ámbito profesional eran la primera línea de respuesta; y en el ámbito doméstico también por el trabajo de cuidados no remunerados que se agravó en el periodo de crisis sanitaria. Asimismo, las mujeres enfrentaban mayor tasa de desempleo y participan de manera más amplia en el sector informal de la economía.
| Año  | Encuentro | Temática | Ref.   |
| ---- | --------- | --- | ------ |
| 2004 | V         | Medio ambiente | [ 4 ]  |
| 2005 | VI        | De Beijing a las Metas del Milenio | [ 5 ]  |
| 2006 | VII       | Metas del Milenio | [ 6 ]  |
| 2007 | VIII      | Políticas Públicas | [ 7 ]  |
| 2008 | IX        | Ronda Censal 2010 | [ 8 ]  |
| 2009 | X         | Avances y Perspectivas | [ 9 ]  |
| 2010 | XI        | Políticas Públicas basadas en Evidencias Empíricas | [ 10 ] |
| 2011 | XII       | Políticas Públicas basadas en Evidencias Empíricas | [ 11 ] |
| 2012 | XIII      | Bases empíricas para políticas públicas orientadas al empoderamiento económico de las mujeres                                                             | [ 12 ] |
| 2013 | XIV       | Empoderamientos y Autonomías de las Mujeres: Medición del cumplimiento de los compromisos internacionales en la región                                    | [ 13 ] |
| 2014 | XV        | Balances y desafíos en el marco de la agenda de desarrollo sostenible post 2015                                                                           | [ 14 ] |
| 2015 | XVI       | Desafíos estadísticos hacia la implementación de la agenda de desarrollo post 2015                                                                        | [ 15 ] |
| 2016 | XVII      | Desafíos de los indicadores de género de los ODS para que nadie se quede atrás                                                                            | [ 16 ] |
| 2017 | XVIII     | Transversalizar al Género en la Población, Difusión, Análisis y Uso de las Estadísticas                                                                   | [ 17 ] |
| 2018 | XIX       | Transversalizar el Género en la Producción, Difusión, Análisis y Uso de las Estadísticas de Género, en el Marco de los Objetivos de Desarrollo Sostenible | [ 18 ] |
| 2019 | XX        | De Beijing a los ODS: para no dejar a nadie atrás | [ 19 ] |
| 2020 | XXI       | “Los retos para la generación y uso de las estadísticas de género en el contexto del COVID-19”                                                            | [ 20 ] |
| 2021 | XXII      | “Reconstruir con estadísticas de género: Hacia el logro de la Agenda 2030”                                                                                | [ 21 ] |
| 2022 | XXIII     | El cuidado en el centro del desarrollo: oportunidades y desafíos estadísticos                                                                             | [ 22 ] |
| 2023 | XXIV      | Mejores estadísticas para mejores políticas: medir e innovar para lograr la igualdad de género en 2030                                                    | [ 23 ] |
| 2024 | XXV       | 25 años de alianzas para fortalecer las políticas de igualdad basadas en evidencias                                                                       | [ 24 ] |